# Danny Shelton
Daniel Saileupumoni Shelton (20 de agosto de 1993) é um jogador de futebol americano que atua pelo Detroit Lions da National Football League. Ele foi draftado pelo Cleveland Browns na primeira rodada do draft de 2015. Ele jogou futebol americano universitário pelo Washington Huskies.

## Infância
Shelton estudou em Auburn Senior High School, em Auburn, Washington, onde jogou futebol e participou de competições de atletismo e wrestling. Ele tinha um prospecto de quatro-estrelas e tinha o 10ª melhor prospecto pra um jogador da defesa segundo o Rivals.com.
Shelton escolheu a Universidade de Washington, em janeiro de 2011.

## Carreira na Faculdade
Como calouro em 2011, ele disputou 13 jogos, sendo um titular e fez 11 tackles. 
No seu segundo e terceiro ano, Shelton foi titular em todos os jogos nos Huskies. Ele registrou 45 tackles e 0,5 sacks em 2012 e 59 tackles e dois sacks em 2013.
Em seu quarto ano, Shelton foi titular pelo terceiro ano consecutivo. Ele teve 4 sacks contra Eastern Washington. Ele terminou a temporada com nove sacks.

## Carreira Profissional
| Altura | Peso  | Comprimento do Braço | Tamanho da mão | 40-yards | 10-yards | 20-yards | 20-ss | 3-cone | Salto Vertical | Salto | BP      |
| ------ | ----- | -------------------- | -------------- | -------- | -------- | -------- | ----- | ------ | -------------- | ----- | ------- |
| 1.88m  | 154kg | 0.81 m               | 0.26 m         | 5.64 s   | 1.90 s   | 3.21 s   | 4.65s | 7.99s  | 0.77 m         | 2.41m | 34 reps |

### Cleveland Browns
Em 30 de abril de 2015, Shelton foi draftado pelo Cleveland Browns como a 12º escolha da primeira rodada do draft de 2015 Draft. Quando encontrou com Roger Goodell no palco, ele o abraçou e o levantou do chão em emoção. Shelton foi o primeiro jogador da linha de defesa selecionado da Universidade de Washington na primeira rodada desde desde Steve Emtman em 1992.
Em 12 de Maio de 2015, Shelton assinou um contrato de quatro anos no valor de $11,7 milhões. Em sua temporada de estreia, Shelton jogou os 16 jogos, com 36 tackles.
Depois que o Center Alex Mack deixou a equipe durante a temporada de 2016, Shelton mudou seu número de camisa do 71 para o 55, que era anteriormente usado por Mack. Ele explicou que o número é uma homenagem ao ex-jogador de futebol americano Junior Seau, que faleceu e usou o número enquanto jogava.
Em 2016, ele foi titular em todos os 16 jogos com 59 tackles e 1,5 sacks.
Em 23 de fevereiro de 2017, Shelton foi submetido a uma cirurgia no pulso. Em 2017, Shelton começou 14 jogos nos Browns fazendo 33 tackles.

### New England Patriots
Em 10 de Março de 2018, os Browns fizeram uma troca com o New England Patriots dando Shelton e uma escolha de quinta rodada do draft por uma escolha de terceira rodada do draft de 2019.

## Vida Pessoal
A mãe de Shelton é de Samoa e seu pai é Peruano. Ele muitas vezes fala com orgulho sobre a sua herança Samoana e veste uma lavalava, um tradicional pano da Polinésia usado como um kilt ou saia.
Em 1 de Maio de 2011, Shelton e seus irmãos estavam envolvidos em uma briga em um complexo de apartamentos em Auburn, Washington. De acordo com um comunicado, o irmão de Shelton, Gaston Shelton, estava no apartamento de um amigo, quando uma briga entre um grupo de homens eclodiu. Enquanto Gaston estava registrando o incidente no seu telefone celular, ele foi perfurado e atingiu o homem de volta. Três homens, incluindo um homem chamado Olenthis Madeiras, agrediu Gaston causando vários cortes nele. Após o ataque, Gaston ligou para a esposa e disse a ela para chamar Danny e seu outro irmãos. 
Danny e seus irmãos Kevin e Shennon, em seguida, chegaram ao complexo, juntamente com um primo e um amigo. Os seis homens, em seguida, começaram a procurar pelo agressor. Depois se aproximou de sua casa, a mãe e a irmã de Woods falam para a família Shelton ir embora pois Woods foi buscar uma arma dentro de casa. Gaston e Shennon Shelton estavam na porta da frente, enquanto os outros cercaram os lados da casa.
Woods acaba dando um tiro no peito de Gaston Shelton. Shennon Shelton, em seguida, tomou a arma e atirou na cabeça de Woods, causando sua morte. Apesar de Gaston ter sobrevivido, os promotores de Auburn decidiram não julgar o caso por definirem que as ações foram em auto-defesa.